# Miguel Buñuel Tallada
Miguel Buñuel Tallada (Castellote, Teruel, 5 de julio de 1924 - Madrid, 21 de octubre de 1980) fue un actor y escritor español, director técnico de la Editorial Doncel.

## Obra literaria
- Novelas: Narciso bajo las aguas (1959), Un lugar para vivir (1962), Un mundo para todos (1962), Las tres de la madrugada (1967), etc.
- Libros infantiles: El niño, la golondrina y el gato (1959), Manuel y los hombres (1961), Rocinante de La Mancha (1963), etc.
- Cuentos: El extraño (1957), El Aquelarrito (1965), Las bolas de plata (1965), La vida en colores (1968), etc.
- Guiones de cine: El Hombre del Expreso de Oriente (1962), guion escrito junto con Francisco de Borja Moro. El barco y su gente (1965).

## Premios
Fue galardonado, entre otros premios, con el Premio Lazarillo de creación literaria, el Diploma al Mérito Andersen (Nobel de la literatura infantil), Premio Sésamo, Premio Jauja, la Hucha de Plata, etc.

## Interpretación
Además participó como actor en diversas películas:
- El Love feroz o Cuando los hijos juegan al amor (1973), dirigida por José Luis García Sánchez.
- Contra la pared (1974), dirigida por Bernardo Fernández.
- Ceremonia sangrienta (1973), dirigida por Jorge Grau.
- El último día de la humanidad (1969), cortometraje dirigido por Manuel Gutiérrez Aragón.
- El paraíso ortopédico (1969), cortometraje dirigido por Patricio Guzmán.
- Margarita y el lobo (1969), cortometraje dirigido por Cecilia Bartolomé.
- Historia de la vida de Blancanieves (1969), dirigida por Bernardo Fernández.
- Entre la memoria y el sueño (1969), cortometraje dirigido por Antonio de Lara.
- Antoñito vuelve a casa (1969), cortometraje dirigido por Manuel Revuelta.
- Plan Jack cero tres (1967), cortometraje dirigido por Cecilia Bartolomé.
- La cabeza del Bautista (1967), cortometraje dirigido por Manuel Revuelta.